# Verklista för Antonio Vivaldi
Verklista för Antonio Vivaldi. För numreringen av Antonio Vivaldis verk används oftast Ryom-Verzeichnis eller förkortad RV, som skapades av Peter Ryom, men även opusnumrering förekommer. Den ursprungliga förteckningen innehöll 740 nummer. Efterhand som nya verk har upptäckts (eller tidigare tveksamma har autentiserats) är det högsta numret för närvarande (2022) RV 828. 
Andra, mer eller mindre ofullständiga, verkförteckningar har sammanställts av Mario Rinaldi, Marc Pincherle och Antonio Fanna. Dessa används sällan numera. För en konkordans mellan verkförteckningarna, se https://web.archive.org/web/20140422013552/http://www.musiqueorguequebec.ca/catal/vivaldi/viva.html#Concordance

## Verk med opusnummer
Förteckning över kompositioner av som publicerades med opustal under Vivaldis livstid.
- Opus 1, tolv sonater för två violiner och generalbas. (1705)
- Opus 2, tolv sonater för violin och generalbas. (1709)
- Opus 3, L'estro Armonico (Den harmoniska inspirationen), tolv konserter för olika kombinationer. De mest kända konserterna är nr 6 i a-moll för violin, nr 8 i a-moll för två violiner och nr 10 i h-moll för fyra violiner. (1711)
- Opus 4, La stravaganza (Det extravaganta), tolv violinkonserter. (ca 1714)
- Opus 5 (andra delen av Opus 2), fyra sonater för violin och två sonater för två violiner och generalbas. (1716)
- Opus 6, sex violinkonserter. (1716–21)
- Opus 7, tolv konserter, två för oboe och 10 för violin. (1716–1717). Tre av konserterna anses numera inte vara autentiska.
- Opus 8, Il cimento dell'armonia e dell'inventione (Tävlingen mellan harmoni och uppfinning), tolv violinkonserter inkluderar De fyra årstiderna Le quattro stagioni, som är de fyra första konserterna. (1723). Nr 12 är för oboe, men kan också spelas med violin som soloinstrument.
- Opus 9, La cetra (Harpan), tolv violinkonserter och en för två violiner. (1727)
- Opus 10, sex flöjtkonserter. (ca 1728)
- Opus 11, fem violinkonserter, en oboekonsert, den andra i e-moll, RV 277, med namnet "Il favorito". (1729)
- Opus 12, fem violinkonserter och en utan solo. (1729)

### Den påhittade "Opus 13"
En påstådd "Opus 13", Il pastor Fido (Den trogna herden), komponerades inte av Vivaldi, utan av en bedragare, Nicolas Chédeville. I detta arbete ingår sex sonater för musette de cour, vevlira (vielle), flöjt, blockflöjt, oboe eller violin, samt generalbas. Detta falska verk publicerades 1737 av Chédeville genom en hemlig överenskommelse med Jean-Noël Marchand att publicera en samling av Chédevilles kompositioner under namnet Vivaldi. Chédeville tillhandahöll finansiering och fick vinsten. Detta dokumenterades i en notariehandling av Marchand år 1749. Chédeville hade också planer på att skriva och ge ut "Vivaldis Opus 14", men genomförde aldrig det.

## Sonater

### Sonater för violin och generalbas
- RV 1 sonat A-dur - op. 2:6
- RV 2 sonat C-dur - nästan identisk med andra och fjärde satsen i RV 4. Tillägnad Pisendel.
- RV 3 sonat C-dur  - "Manchester nr.1".
- RV 4 sonat C-dur - ofullständig, närbesläktad med RV 2.
- RV 5 sonat c-moll
- RV 6 sonat c-moll  - "Manchester nr.7" - tillägnad Pisendel.
- RV 7 sonat c-moll - ofullständigt bevarad.
- RV 7a sonat c-moll - med en annan tredjesats.
- RV 8 sonat c-moll - op. 2:7
- RV 9 sonat D-dur - op. 2:11
- RV 10 sonat D-dur
- RV 11 sonat D-dur - ofullständigt bevarad.
- RV 12 sonat d-moll  - "Manchester nr.2".
- RV 13 sonat d-moll - ej autentisk. Eventuellt av Johan Helmich Roman.
- RV 14 sonat d-moll - op. 2:3
- RV 15 sonat d-moll
- RV 16 sonat e-moll - op. 2:9
- RV 17 sonat e-moll - ofullständig, närbesläktad med RV 17a.
- RV 17a sonat e-moll  - "Manchester nr.9" - komplett version av RV 17 med en annan tredjesats.
- RV 18 sonat F-dur - op. 5:1 (=13)
- RV 19 sonat F-dur - tillägnad Pisendel.
- RV 20 sonat F-dur - op. 2:4
- RV 21 sonat f-moll - op. 2:10
- RV 22 sonat G-dur  - "Manchester nr.8".
- RV 23 sonat G-dur - op. 2:8
- RV 24 sonat G-dur - ej autentisk. Nytt nummer Anh. 140.
- RV 25 sonat G-dur
- RV 26 sonat g-moll
- RV 27 sonat g-moll - op. 2:1
- RV 28 sonat g-moll - eventuellt en oboesonat.
- RV 29 sonat A-dur
- RV 30 sonat A-dur - op. 5:2 (=14)
- RV 31 sonat A-dur - op. 2:2
- RV 32 sonat a-moll - op. 2:12
- RV 33 sonat B-dur - op. 5:3 (=15)
- RV 34 sonat B-dur - eventuellt en oboesonat.
- RV 35 sonat h-moll - op. 5:4 (=16)
- RV 36 sonat h-moll - op. 2:5
- RV 37 sonat h-moll - ofullständig.
- RV 754 sonat C-dur - "Manchester nr. 12" - närbesläktad med RV 4.
- RV 755 sonat D-dur - "Manchester nr. 4" - närbesläktad med RV 11.
- RV 756 sonat Ess-dur - "Manchester nr. 11".
- RV 757 sonat g-moll - "Manchester nr. 3" - närbesläktad med RV 28.
- RV 758 sonat A-dur - "Manchester nr. 6" - närbesläktad med RV 746 och RV 29.
- RV 759 sonat B-dur - "Manchester nr. 5" - närbesläktad med RV 34.
- RV 760 sonat h-moll - "Manchester nr. 10" - närbesläktad med RV 37.
- RV 776 sonat G-dur - tveksam autenticitet - eventuellt av Giuseppe Tartini. Nytt nummer Anh. 98.
- RV 785 sonat D dur - ett verk av Andrea Zani. Nytt nummer Anh. 134.
- RV 791 fragment av sonat(?) B-dur.
- RV 792 sonat A-dur - inkomplett.
- RV 798 sonat D-dur - "Bergamo".
- RV 810 sonat D-dur
- RV 815 sonat C-dur
- RV 816 sonat D-dur

### Sonater för violoncell och generalbas
- RV 38 sonat d-moll - förkommen.
- RV 39 sonat Ess-dur
- RV 40 sonat e-moll - Le Clerc le cadet (1740) nr. 5.
- RV 41 sonat F-dur - Le Clerc le cadet (1740) nr. 2.
- RV 42 sonat g-moll
- RV 43 sonat A-dur - Le Clerc le cadet (1740) nr. 3.
- RV 44 sonat a-moll
- RV 45 sonat B-dur - Le Clerc le cadet (1740) nr. 4.
- RV 46 sonat B-dur - Le Clerc le cadet (1740) nr. 6.
- RV 47 sonat B-dur - Le Clerc le cadet (1740)  nr. 1.

### Sonater för annat instrument och generalbas
- RV 48 sonat C-dur (flöjt)
- RV 49 sonat d-moll (flöjt)
- RV 50 sonat e-moll (flöjt)
- RV 51 sonat g-moll (flöjt)
- RV 52 sonat F-dur (blockflöjt)
- RV 53 sonat c-moll (oboe)
- RV 806 sonat G-dur (flöjt)
- RV 809 sonat C-dur (flöjt) - tveksam autenticitet, av Giovanni Meneghetti(?).

### Il pastor fido, (felaktigt tillskriven Vivaldi)
Sonater för 1 instrument (musette de cour, vevlira, flöjt (blockflöjt), oboe eller violin) samt generalbas komponerade av Nicolas Chédeville. Se ovan.
- RV 54 sonat C-dur  - op. 13:1
- RV 55 sonat C-dur  - op. 13:5
- RV 56 sonat C-dur  - op. 13:2
- RV 57 sonat G-dur  - op. 13:3
- RV 58 sonat g-moll  - op. 13:6
- RV 59 sonat A-dur  - op. 13:4

### Sonater för 2 violiner och generalbas
- RV 60 sonat C-dur - äktheten ifrågasatt.
- RV 61 sonat C-dur - op. 1:3
- RV 62 sonat D-dur - op. 1:6
- RV 63 sonat d-moll - op. 1:12 - variationer över "La Folia"
- RV 64 sonat d-moll - op. 1:8
- RV 65 sonat Ess-dur - op. 1:7
- RV 66 sonat E-dur - op. 1:4
- RV 67 sonat e-moll - op. 1:2
- RV 68 sonat F-dur
- RV 69 sonat F-dur - op. 1:5
- RV 70 sonat F-dur
- RV 71 sonat g-moll
- RV 72 sonat g-moll - op. 5:6 (=18)
- RV 73 sonat g-moll - op. 1:1
- RV 74 sonat g-moll
- RV 75 sonat A-dur - op. 1:9
- RV 76 sonat B-dur - op. 5:5 (=17)
- RV 77 sonat g-moll
- RV 78 sonat B-dur - op. 1:10
- RV 79 sonat h-moll - op. 1:11
- RV 828 sonat a moll

### Sonater för två andra instrument och generalbas
- RV 80 sonat G-dur (2 flöjter) - ej autentisk, nytt nummer Anh. 101.
- RV 81 sonat g-moll (2 oboer)
- RV 82 sonat C-dur (violin, luta), trio tillägnad greve Wrtby
- RV 83 sonat c-moll (violin, cello)
- RV 84 sonat D-dur (flöjt, violin)
- RV 85 sonat g-moll (violin, luta), trio tillägnad greve Wrtby
- RV 86 sonat a-moll (blockflöjt, fagott)
- RV 800 sonat A-dur (2 flöjter)
- RV 820 sonat G dur (violin, violoncell)

### Sonater för fler än två instrument med generalbas
- RV 130 sonat Ess-dur "Santo Sepolcro" (2 violiner, viola)
- RV 169 sonat h-moll "Santo Sepolcro" (2 violiner, viola)
- RV 779 sonat C-dur (violin, oboe, obligat orgel; chalumeau, eller skalmeja ad lib)
- RV 779a sonat C-dur (2 violiner, oboe)
- RV 801 sonat C-dur (flöjt (eller violin eller oboe), oboe (eller violin), cello (eller fagott)
- RV Anh. 66 sonat(?) C-dur (oboe, flöjt, fagott, cembalo) - ej bevarad men eventuellt autentisk.

## Konserter utan orkester
- RV 87 Konsert C-dur (blockflöjt, oboe, 2 violiner)
- RV 88 Konsert C-dur (flöjt, oboe, violin, fagott)
- RV 89 Konsert D-dur (flöjt, 2 violiner) - äktheten ej bevisad
- RV 90 Konsert D-dur (flöjt/blockflöjt/violin, oboe/violin, violin, fagott/cello), Il gardellino. Nära närbesläktad med RV 428.
- RV 90a Konsert D dur (flöjt, oboe, violin, fagott), Il gardellino
- RV 90b Konsert D dur (3 violiner, cello), Il gardellino
- RV 91 Konsert D-dur (flöjt, violin, fagott)
- RV 92 Konsert D-dur (blockflöjt, violin, cello/fagott)
- RV 92a Konsert D dur (blockflöjt, violin, cello)
- RV 93 Konsert D-dur (luta, 2 violiner), tillägnad greve Wrtby.
- RV 94 Konsert D-dur (blockflöjt, oboe, violin, fagott)
- RV 95 Konsert D-dur (blockflöjt/violin, oboe/violin, violin, fagott), La pastorella
- RV 95a Konsert D dur (3 violiner, cello), La pastorella
- RV 96 Konsert d-moll (flöjt, violin, fagott)
- RV 97 Konsert F-dur (viola d'amore, 2 horn, 2 oboe, fagott)
- RV 98 Konsert F-dur (flöjt, oboe, violin, fagott) - närbesläktad med RV 433 och RV 570; alla kompositioner som bär titeln La tempesta di mare.
- RV 99 Konsert F-dur (flöjt, oboe, violin, fagott) - närbesläktad med RV 571.
- RV 100 Konsert F-dur (flöjt, violin, fagott)
- RV 101 Konsert G-dur (blockflöjt, oboe, violin, fagott)
- RV 102 Konsert G-dur (flöjt, 2 violiner?) - troligen ej autentisk. Nytt nummer Anh. 102.
- RV 103 Konsert g-moll (blockflöjt, oboe, fagott).
- RV 104 Konsert g-moll (flöjt/violin, 2 violiner, fagott) - närbesläktad med RV 439, 'La notte'.
- RV 104a Konsert g moll (3 violiner, fagott) La notte
- RV 105 Konsert g-moll (blockflöjt, oboe, violin, fagott)
- RV 106 Konsert g-moll (flöjt/violin, violin, fagott/cello)
- RV 106a Konsert g moll (flöjt/violin, violin, fagott/cello)
- RV 107 Konsert g-moll (flöjt, oboe, violin, fagott)
- RV 108 Konsert a-moll (blockflöjt, 2 violiner)

## Konserter och sinfonior för stråkorkester och generalbas
- RV 109 Konsert C-dur
- RV 110 Konsert C-dur
- RV 111 Konsert C-dur - närbesläktad med sinfonian för operan "Il Giustino" RV 717.
- RV 111a Sinfonia C-dur - med annan andrasats, närbesläktad med sinfonia från operan Il Giustino RV 717.
- RV 112 Sinfonia C-dur
- RV 113 Konsert C-dur
- RV 114 Konsert C-dur
- RV 115 Konsert C-dur - Ripieno
- RV 116 Sinfonia C-dur
- RV 117 Konsert C-dur - närbesläktad med sinfonian till serenaden La sena festeggiante RV 693, men med en annan andrasats.
- RV 118 Konsert c-moll
- RV 119 Konsert c-moll
- RV 120 Konsert c-moll
- RV 121 Konsert D-dur
- RV 122 Sinfonia D-dur - äktheten ifrågasatt
- RV 123 Konsert D-dur
- RV 124 Konsert D-dur
- RV 125 Sinfonia D-dur - ofullständig
- RV 126 Konsert D-dur
- RV 127 Konsert d-moll
- RV 128 Konsert d-moll
- RV 129 Konsert d-moll - Madrigalesco
- RV 131 Sinfonia E-dur
- RV 132 Sinfonia E-dur - ej autentisk, av Johann Gottlieb Janitsch. Nytt nummer Anh. 96.
- RV 133 Konsert e-moll - av tveksam äkthet
- RV 134 Konsert e-moll
- RV 135 Sinfonia F-dur - äktheten ifrågasatt
- RV 136 Konsert F-dur
- RV 137 Sinfonia F-dur
- RV 138 Konsert F-dur
- RV 139 Konsert F-dur - närbesläktad med RV 543.
- RV 140 Sinfonia F-dur
- RV 141 Konsert F-dur
- RV 142 Konsert F-dur
- RV 143 Konsert f-moll
- RV 144 Konsert G-dur - "Introduktion", ej autentisk utan av Giuseppe Tartini. Nytt nummer Anh. 70.
- RV 145 Konsert G-dur
- RV 146 Sinfonia G-dur
- RV 147 Sinfonia G-dur
- RV 148 Sinfonia G-dur - ej autentisk utan av Domenico Gallo. Nytt nummer Anh. 68.
- RV 149 Sinfonia G-dur
- RV 150 Konsert G-dur
- RV 151 Konsert G-dur - Alla rustica
- RV 152 Konsert g-moll - Ripieno
- RV 153 Konsert g-moll
- RV 154 Konsert g-moll
- RV 155 Konsert g-moll
- RV 156 Konsert g-moll
- RV 157 Konsert g-moll
- RV 158 Konsert A-dur - Ripieno
- RV 159 Konsert A-dur
- RV 160 Konsert A-dur
- RV 161 Konsert a-moll
- RV 162 Sinfonia B-dur - äktheten ifrågasatt
- RV 163 Konsert B-dur - Conca
- RV 164 Konsert B-dur
- RV 165 Konsert B-dur
- RV 166 Konsert B-dur
- RV 167 Konsert B-dur
- RV 168 Sinfonia h-moll
- RV 741 Sinfonia C-dur - förkommen
- RV 786 "Sonat" D-dur - ofullständig.
- RV 802 Sinfonia C-dur - fragment ("improvvisata")

## Konserter för ett eller flera soloinstrument, stråkorkester med generalbas

### Violinkonserter
- RV 170 Konsert C-dur.
- RV 171 Konsert C-dur - överskrift Sua Maestà Cesarea e Cattolica.
- RV 172 Konsert C-dur - tillägnad Pisendel
- RV 172a Konsert C-dur - närbesläktad med RV 172, dock av tveksam äkthet och ej komplett. Eventuellt av Carlo Tessarini.
- RV 173 Konsert C-dur - op. 12:4
- RV 174 Konsert C-dur - förkommen
- RV 175 Konsert C-dur - troligen ej autentisk. Nytt nummer Anh. 104.
- RV 176 Konsert C-dur
- RV 177 Konsert C-dur - närbesläktad med sinfonian till operan "L'Olimpiade", RV 725.
- RV 178 Konsert C-dur -  - op. 8:12. (=RV 449)
- RV 179 Konsert C-dur - närbesläktad med RV 581
- RV 179a Konsert C-dur -med annan tredjesats; ofullständig.
- RV 180 Konsert C-dur - op. 8:6, Il piacere
- RV 181 Konsert C-dur
- RV 181a Konsert C-dur - op. 9:1, Två satser från RV 181, tredje satsen från RV 183.
- RV 182 Konsert C-dur
- RV 183 Konsert C-dur
- RV 184 Konsert C-dur
- RV 185 Konsert C-dur - op. 4:7
- RV 186 Konsert C-dur
- RV 187 Konsert C-dur
- RV 188 Konsert C-dur - op. 7:2
- RV 189 Konsert C-dur
- RV 190 Konsert C-dur
- RV 191 Konsert C-dur
- RV 192 Sinfonia C-dur
- RV 192a Sinfonia C-dur - med en annan tredjesats; ofullständig.
- RV 193 Konsert C-dur - förkommen
- RV 194 Konsert C-dur
- RV 195 Konsert C-dur - Roger #417
- RV 196 Konsert c-moll - op. 4:10
- RV 197 Konsert c-moll
- RV 198 Konsert c-moll
- RV 198a Konsert c-moll - op. 9:11. Med en annan andrasats.
- RV 199 Konsert c-moll - Il sospetto
- RV 200 Konsert c-moll - förkommen
- RV 201 Konsert c-moll
- RV 202 Konsert c-moll - op. 11:5
- RV 203 Konsert D-dur - ofullständigt bevarad, soloviolinstämman saknas.
- RV 204 Konsert D-dur - op. 4:11.
- RV 205 Konsert D-dur - tillägnad Pisendel
- RV 206 Konsert D-dur
- RV 207 Konsert D-dur - op. 11:1
- RV 208 Konsert D-dur - Grosso Mogul, transkriberad av Bach, BWV 594.
- RV 208a Konsert D-dur - op. 7:11. Med en annan andrasats
- RV 209 Konsert D-dur
- RV 210 Konsert D-dur - op. 8:11
- RV 211 Konsert D-dur
- RV 212 Konsert D-dur - Concerto fatto per la solennità della S. Lingua di S. Antonio in Padova 1712.
- RV 212a Konsert D-dur
- RV 213 Konsert D-dur
- RV 213a Konsert D-dur - med en annan andrasats; ofullständig.
- RV 214 Konsert D-dur - op. 7:12
- RV 215 Konsert D-dur
- RV 216 Konsert D-dur - op. 6:4
- RV 217 Konsert D-dur
- RV 218 Konsert D-dur
- RV 219 Konsert D-dur
- RV 220 Konsert D-dur - Roger #432/433
- RV 221 Konsert D-dur - violino in tromba
- RV 222 Konsert D-dur
- RV 223 Konsert D-dur - omunrerad till RV 762. Närbesläktad med RV 263.
- RV 224 Konsert D-dur
- RV 224a Konsert D-dur - med en annan andrasats, hämtad från RV 772.
- RV 225 Konsert D-dur
- RV 226 Konsert D-dur
- RV 227 Konsert D-dur
- RV 228 Konsert D-dur - äktheten obevisad
- RV 229 Konsert D-dur
- RV 230 Konsert D-dur - op. 3:9. Bearbetad av Bach, BWV 972.
- RV 231 Konsert D-dur
- RV 232 Konsert D-dur
- RV 233 Konsert D-dur
- RV 234 Konsert D-dur - L'inquietudine
- RV 235 Konsert d-moll
- RV 236 Konsert d-moll - op. 8:9. (=RV 454)
- RV 237 Konsert d-moll - tillägnad Pisendel
- RV 238 Konsert d-moll - op. 9:8
- RV 239 Konsert d-moll - op. 6:6
- RV 240 Konsert d-moll
- RV 241 Konsert d-moll
- RV 242 Konsert d-moll - op. 8:7. Tillägnad Pisendel.
- RV 243 Konsert d-moll - violino senza cantin, för violin utan E-sträng. Skordatura i sats 3.
- RV 244 Konsert d-moll - op. 12:2
- RV 245 Konsert d-moll
- RV 246 Konsert d-moll
- RV 247 Konsert d-moll
- RV 248 Konsert d-moll
- RV 249 Konsert d-moll - op 4:8
- RV 250 Konsert Ess-dur
- RV 251 Konsert Ess-dur
- RV 252 Konsert Ess-dur
- RV 253 Konsert Ess-dur - op. 8:5.La tempesta di mare
- RV 254 Konsert Ess-dur
- RV 255 Konsert Ess-dur - förkommen
- RV 256 Konsert Ess-dur - Il ritiro
- RV 257 Konsert Ess-dur
- RV 258 Konsert Ess-dur
- RV 259 Konsert Ess-dur - op. 6:2
- RV 260 Konsert Ess-dur
- RV 261 Konsert Ess-dur
- RV 262 Konsert Ess-dur
- RV 263 Konsert E-dur
- RV 263a Konsert E-dur - op. 9:4. Med annan andrasats.
- RV 264 Konsert E-dur
- RV 265 Konsert E-dur - op. 3:12. Bearbetad av Bach, BWV 976.
- RV 266 Konsert E-dur
- RV 267 Konsert E-dur
- RV 267a Konsert E-dur - med annan andrasats; ofullständig.
- RV 268 Konsert E-dur
- RV 269 Konsert E-dur - op 8:1. Il primavera (Våren)
- RV 270 Konsert E-dur - Il riposo - Per il Santissimo Natale.
- RV 270a Konsert E-dur - RV 270 med annorlunda 2:a sats; ofullständigt bevarad.
- RV 271 Konsert E-dur - L'amoroso
- RV 272 Konsert e-moll - Av Johann Adolf Hasse; borttagen från listan och flyttad till Anh. 64 och 64a.
- RV 273 Konsert e-moll
- RV 274 Konsert e-moll - troligen ej autentisk, Nytt nummer Anh. 106.
- RV 275 Konsert e-moll - Roger #432/433
- RV 275a Konsert e-moll - närbesläktad med RV 430. Äktheten av denna version ifrågasatt, (av Christoph Graupner?).
- RV 276 Konsert e-moll - Roger #188
- RV 277 Konsert e-moll - op. 11:2, Il favorito
- RV 278 Konsert e-moll
- RV 279 Konsert e-moll - op. 4:2
- RV 280 Konsert e-moll - op. 6:2
- RV 281 Konsert e-moll
- RV 282 Konsert F-dur
- RV 283 Konsert F-dur
- RV 284 Konsert F-dur - op. 4:9
- RV 285 Konsert F-dur
- RV 285a Konsert F-dur - op. 7:5. Med annan förstasats.
- RV 286 Konsert F-dur - Concerto per la solennità di S. Lorenzo
- RV 287 Konsert F-dur
- RV 288 Konsert F-dur
- RV 289 Konsert F-dur
- RV 290 Konsert F-dur - förkommen
- RV 291 Konsert F-dur - op. 4:6 i Walsh utgåva
- RV 292 Konsert F-dur
- RV 293 Konsert F-dur - op. 8:3, L'Autumno (Hösten)
- RV 294 Konsert F-dur - Il ritiro.
- RV 294a Konsert F-dur - op. 7:10, Il ritiro. Med annan andrasats.
- RV 295 Konsert F-dur
- RV 296 Konsert F-dur
- RV 297 Konsert f-moll - op. 8:4, L'inverno (Vintern)
- RV 298 Konsert G-dur - op. 4:12
- RV 299 Konsert G-dur - op. 7:8. Bearbetad av Bach, BWV 973.
- RV 300 Konsert G-dur - op. 9:10
- RV 301 Konsert G-dur - op. 4:3
- RV 302 Konsert G-dur
- RV 303 Konsert G-dur
- RV 304 Konsert G-dur - förkommen
- RV 305 Konsert G-dur - förkommen
- RV 306 Konsert G-dur
- RV 307 Konsert G-dur
- RV 308 Konsert G-dur - op. 11:4
- RV 309 Konsert G-dur - Il mare tempestoso; förkommen
- RV 310 Konsert G-dur - op. 3:3. Bearbetad av Bach, BWV 978.
- RV 311 Konsert G-dur - violino in tromba
- RV 312 Konsert G-dur
- RV 313 Konsert G-dur - violino in tromba
- RV 314 Konsert G-dur – tillägnad Pisendel
- RV 314a Konsert G-dur - med annan andrasats
- RV 315 Konsert g-moll - op. 8:2, L'estate (sommaren)
- RV 316 Konsert g-moll - förkommen. Bearbetad av Bach, BWV 975.
- RV 316a Konsert g-moll - op. 4:6 - med annan tredjesats
- RV 317 Konsert g-moll - op. 12:1
- RV 318 Konsert g-moll - op. 6:3
- RV 319 Konsert g-moll
- RV 320 Konsert g-moll - ofullständigt bevarad
- RV 321 Konsert g-moll
- RV 322 Konsert g-moll - ofullständigt bevarad, soloviolinstämman saknas.
- RV 323 Konsert g-moll
- RV 324 Konsert g-moll - op. 6:1
- RV 325 Konsert g-moll
- RV 326 Konsert g-moll - op. 7:3
- RV 327 Konsert g-moll
- RV 328 Konsert g-moll
- RV 329 Konsert g-moll
- RV 330 Konsert g-moll
- RV 331 Konsert g-moll
- RV 332 Konsert g-moll - op. 8:8
- RV 333 Konsert g-moll
- RV 334 Konsert g-moll - op. 9:3, närbesläktad med RV 460.
- RV 335 Konsert A-dur - Walsh #435; närbesläktad med RV 518, men av tveksam autenticitet.
- RV 335a Konsert A-dur - Il rosignuolo, andra satsen skiljer sig från RV 335.
- RV 336 Konsert A-dur - op. 11:3
- RV 337 Konsert A-dur - förkommen
- RV 338 Konsert A-dur - Walsh #454, tillskriven Joseph Meck och flyttad till Anh. 65.
- RV 339 Konsert A-dur
- RV 340 Konsert A-dur
- RV 341 Konsert A-dur
- RV 342 Konsert A-dur
- RV 343 Konsert A-dur - soloviolinen med skordatura
- RV 344 Konsert A-dur
- RV 345 Konsert A-dur - op. 9:2
- RV 346 Konsert A-dur
- RV 347 Konsert A-dur - op. 4:5
- RV 348 Konsert A-dur - op. 9:6. Soloviolinen med skordatura
- RV 349 Konsert A-dur
- RV 350 Konsert A-dur
- RV 351 Konsert A-dur - förkommen
- RV 352 Konsert A-dur
- RV 353 Konsert A-dur
- RV 354 Konsert a-moll - op. 7:4
- RV 355 Konsert a-moll - tveksam autenticitet. Nytt nummer Anh. 107a.
- RV 356 Konsert a-moll - op. 3:6
- RV 357 Konsert a-moll - op. 4:4
- RV 358 Konsert a-moll - op. 9:5
- RV 359 Konsert B-dur - op. 9:7
- RV 360 Konsert B-dur - ofullständigt bevarad, soloviolinstämman saknas.
- RV 361 Konsert B-dur - op. 12:6
- RV 362 Konsert B-dur - op 8:10, La caccia
- RV 363 Konsert B-dur - Il corneto da posta
- RV 364 Konsert B-dur - Roger #432/433
- RV 364a Konsert B-dur - andra satsen skiljer sig från RV 364
- RV 365 Konsert B-dur.
- RV 366 Konsert B-dur - Il Carbonelli
- RV 367 Konsert B-dur
- RV 368 Konsert B-dur
- RV 369 Konsert B-dur
- RV 370 Konsert B-dur
- RV 371 Konsert B-dur
- RV 372 Konsert B-dur
- RV 372a Konsert B dur - med annan andrasats; ofullständigt bevarad. Omnumrerad från RV 790.
- RV 373 Konsert B-dur - op. 7:9. Troligen ej autentisk, nytt nummer Anh. 153.
- RV 374 Konsert B-dur - op. 7:6
- RV 375 Konsert B-dur
- RV 376 Konsert B-dur
- RV 377 Konsert B-dur
- RV 378 Konsert B-dur - ofullständigt bevarad
- RV 379 Konsert B-dur - op. 12:5
- RV 380 Konsert B-dur
- RV 381 Konsert B-dur - närbesläktad med RV 528 och RV 383a. Bearbetad av Bach, BWV 980.
- RV 382 Konsert B-dur - autenticiteten ifrågasatt
- RV 383 Konsert B-dur - autenticiteten av denna version ifrågasatt
- RV 383a Konsert -dur - op. 4:1, med annan förstasats. Närbesläktad med RV 381.
- RV 384 Konsert h-moll
- RV 385 Konsert h-moll - troligen ej autentisk, nytt nummer Anh. 108.
- RV 386 Konsert h-moll
- RV 387 Konsert h-moll
- RV 388 Konsert h-moll
- RV 389 Konsert h-moll
- RV 390 Konsert h-moll
- RV 391 Konsert h-moll - op. 9:12. Med skordatura för soloviolinen.
- RV 742 Konsert D-dur - ("sinfonia") fragment
- RV 743 Konsert(?) f-moll - förkommen
- RV 744 Konsert A-dur - fragment, endast delar av första och andra satsen bevarade. Närbesläktad med RV 396.
- RV 745 Konsert B-dur - fragment; endast tredje satsen bevarad.
- RV 752 Konsert D-dur - förkommen
- RV 761 Konsert c-moll - Amato bene, ("sonata") närbesläktad med RV 201.
- RV 762 Konsert E-dur - närbesläktad med RV 223
- RV 763 Konsert A-dur - L'ottavina, närbesläktad med RV 353
- RV 768 Konsert A-dur - närbesläktad med RV 396
- RV 769 Konsert d-moll - närbesläktad med RV 393
- RV 770 Konsert d-moll - närbesläktad med RV 395a
- RV 771 Konsert c-moll - ofullständigt bevarad
- RV 772 Konsert D-dur - ofullständigt bevarad
- RV 773 Konsert F-dur - ofullständigt bevarad
- RV 790 Konsert B-dur - inkomplett. Omnumrerad till RV 372a
- RV 791 Konsert B-dur - inkomplett
- RV 794 Konsert F-dur - inkomplett
- RV 813 Konsert d-moll - omnumrerad från Anh. 10
- RV 817 Konsert d-moll - omnumrerad från Anh. 86
- RV 818 Konsert D-dur - omnumrerad från Anh. 72

### Konserter för viola d'amore
- RV 392 Konsert D-dur
- RV 393 Konsert d-moll - närbesläktad med RV 769
- RV 394 Konsert d-moll
- RV 395 Konsert d-moll
- RV 395a Konsert d-moll - nytt nummer RV 770. Med annan andrasats än RV 395.
- RV 396 Konsert A-dur - närbesläktad med RV 744 och RV 768
- RV 397 Konsert a-moll

### Cellokonserter
- RV 398 Konsert C-dur
- RV 399 Konsert C-dur
- RV 400 Konsert C-dur
- RV 401 Konsert c-moll
- RV 402 Konsert c-moll
- RV 403 Konsert D-dur
- RV 404 Konsert D-dur
- RV 405 Konsert d-moll
- RV 406 Konsert d-moll - närbesläktad med RV 481
- RV 407 Konsert d-moll
- RV 408 Konsert Ess-dur
- RV 409 Konsert e-moll
- RV 410 Konsert F-dur
- RV 411 Konsert F-dur
- RV 412 Konsert F-dur
- RV 413 Konsert G-dur
- RV 414 Konsert G-dur
- RV 415 Konsert G-dur - ej autentisk. Nytt nummer Anh. 146
- RV 416 Konsert g-moll
- RV 417 Konsert g-moll
- RV 418 Konsert a-moll
- RV 419 Konsert a-moll
- RV 420 Konsert a-moll
- RV 421 Konsert a-moll
- RV 422 Konsert a-moll
- RV 423 Konsert B-dur
- RV 424 Konsert h-moll
- RV 787 Konsert e-moll ("sinfonia", inkomplett)
- RV 788 Konsert B-dur (inkomplett)

### Mandolinkonsert
- RV 425 Konsert C-dur

### Flöjtkonserter
- RV 426 Konsert D-dur - troligen ej autentisk. Nytt nummer Anh. 109.
- RV 427 Konsert D-dur
- RV 428 Konsert D-dur - op. 10:3, Il gardellino, närbesläktad med RV 90
- RV 429 Konsert D-dur
- RV 430 Konsert e-moll - närbesläktad med RV 275a. Autenticiteten av denna version ifrågasatt.
- RV 431 Konsert e-moll - ofullständigt bevarad, andrasatsen saknas
- RV 432 Konsert e-moll - endast förstasatsen bevarad; närbesläktad med RV 484
- RV 433 Konsert F-dur - op. 10:1, La tempesta di mare, närbesläktad med RV 98 och RV 570.
- RV 434 Konsert F-dur - op. 10:5, närbesläktad med RV 442
- RV 435 Konsert G-dur - op. 10:4, Publicerad i Amsterdam av Le Cene (#544)
- RV 436 Konsert G-dur.
- RV 437 Konsert G-dur - op. 10:6, närbesläktad med RV 101
- RV 438 Konsert G-dur - närbesläktad med RV 414. Två versioner av förstasatsen.
- RV 439 Konsert g-moll - op. 10:2, La notte, närbesläktad med RV 104
- RV 440 Konsert a-moll
- RV 750 Omnumrerade till RV 821, 822, 825. Ingen av dessa konserter finns dock bevarade.
- RV 783 Konsert D-dur
- RV 784 Konsert G-dur - förlorad
- RV 805 Konsert G-dur - förlorad
- RV 821-826 Sex konserter, förlorade

### Blockflöjtskonserter
- RV 441 Konsert c-moll
- RV 442 Konsert F-dur

### Konserter för flautino  (sopraninoblockflöjt)
- RV 443 Konsert C-dur
- RV 444 Konsert C-dur
- RV 445 Konsert a-moll

### Oboekonserter
- RV 446 Konsert C-dur
- RV 447 Konsert C-dur - närbesläktad med RV 448 och RV 470
- RV 448 Konsert C-dur - närbesläktad med RV 447 och RV 470
- RV 449 Konsert C-dur - op. 8:12 (=RV 178)
- RV 450 Konsert C-dur - närbesläktad med RV 471
- RV 451 Konsert C-dur
- RV 452 Konsert C-dur
- RV 453 Konsert D-dur
- RV 454 Konsert d-moll - op. 8:9 (=RV 236)
- RV 455 Konsert F-dur
- RV 456 Konsert F-dur - troligen ej autentisk, nytt nummer Anh. 110.
- RV 457 Konsert F-dur - närbesläktad med RV 485
- RV 458 Konsert F-dur - autenticiteten ifrågasatt
- RV 459 Konsert g-moll - troligen ej autentisk, nytt nummer Anh. 111. Ofullständigt bevarad.
- RV 460 Konsert g-moll - op. 11:6. närbesläktad med RV 334
- RV 461 Konsert a-moll
- RV 462 Konsert a-moll
- RV 463 Konsert a-moll - närbesläktad med RV 500
- RV 464 Konsert B-dur - op. 7:7. Troligen ej autentisk, nytt nummer Anh. 141.
- RV 465 Konsert B-dur - op. 7:1. Troligen ej autentisk, nytt nummer Anh. 142.

### Fagottkonserter
- RV 466 Konsert C-dur
- RV 467 Konsert C-dur
- RV 468 Konsert C-dur - ofullständig; endast sats 1 & 2
- RV 469 Konsert C-dur
- RV 470 Konsert C-dur - närbesläktad med RV 447 och RV 448.
- RV 471 Konsert C-dur - närbesläktad med RV 450.
- RV 472 Konsert C-dur
- RV 473 Konsert C-dur
- RV 474 Konsert C-dur
- RV 475 Konsert C-dur
- RV 476 Konsert C-dur
- RV 477 Konsert C-dur
- RV 478 Konsert C-dur
- RV 479 Konsert C-dur
- RV 480 Konsert c-moll
- RV 481 Konsert d-moll - närbesläktad med RV 406.
- RV 482 Konsert d-moll - ofullständig; endast sats 1
- RV 483 Konsert Ess-dur
- RV 484 Konsert e-moll - närbesläktad med RV 432.
- RV 485 Konsert F-dur - närbesläktad med RV 457.
- RV 486 Konsert F-dur
- RV 487 Konsert F-dur
- RV 488 Konsert F-dur
- RV 489 Konsert F-dur - markerad "IV" ca. 1737.
- RV 490 Konsert F-dur - markerad "I" ca. 1737.
- RV 491 Konsert F-dur
- RV 492 Konsert G-dur
- RV 493 Konsert G-dur
- RV 494 Konsert G-dur - markerad "II" ca. 1737.
- RV 495 Konsert g-moll
- RV 496 Konsert g-moll - dedicerad till markisen Wenzel (Vaclav) av Marzin.
- RV 497 Konsert a-moll
- RV 498 Konsert a-moll - markerad "VI" ca. 1737.
- RV 499 Konsert a-moll
- RV 500 Konsert a-moll
- RV 501 Konsert B-dur - La notte. (Delar namn med RV 439 och RV 104, men ska inte förväxlas med dessa).
- RV 502 Konsert B-dur - tillägnad Gioseppino Biancardi.
- RV 503 Konsert B-dur - markerad "III" ca. 1737.
- RV 504 Konsert B-dur - markerad "V" ca. 1737.

### Konserter för klaverinstrument
- RV 746 Orgelkonsert A-dur - 2 satser från RV 758.
- RV 780 Cembalokonsert A dur- närbesläktad med RV 546. Äktheten ifrågasatt.

### Konserter för 2 violiner
- RV 505 Konsert C-dur
- RV 506 Konsert C-dur
- RV 507 Konsert C-dur
- RV 508 Konsert C-dur
- RV 509 Konsert c-moll
- RV 510 Konsert c-moll - närbesläktad med RV 766.
- RV 511 Konsert D-dur
- RV 512 Konsert D-dur
- RV 513 Konsert D-dur - Witvogel #48
- RV 514 Konsert d-moll
- RV 515 Konsert Ess-dur
- RV 516 Konsert G-dur
- RV 517 Konsert g-moll
- RV 518 Konsert A-dur - ett arrangemang av RV 335 av Johan Helmich Roman med ny andrasats av honom.
- RV 519 Konsert A-dur - op. 3:5
- RV 520 Konsert A-dur - ofullständigt bevarad, förstaviolinstämman saknas.
- RV 521 Konsert A-dur
- RV 522 Konsert a-moll - op. 3:8. Bearbetad av Bach, BWV 593.
- RV 523 Konsert a-moll
- RV 524 Konsert B-dur
- RV 525 Konsert B-dur
- RV 526 Konsert B-dur - ofullständig, förstaviolinstämman saknas.
- RV 527 Konsert B-dur
- RV 528 Konsert B-dur - närbesläktad med RV 381 och RV 383a. Denna version är eventuellt ej autentisk.
- RV 529 Konsert B-dur
- RV 530 Konsert B-dur - op. 9:9
- RV 764 Konsert B-dur - närbesläktad med RV 548.
- RV 765 Konsert F-dur - närbesläktad med RV 767 och RV 515.

### Konserter för två andra instrument
- RV 531 Konsert g-moll (2 celli)
- RV 532 Konsert G-dur (2 mandoliner)
- RV 533 Konsert C-dur (2 flöjter)
- RV 534 Konsert C-dur (2 oboer)
- RV 535 Konsert d-moll (2 oboer)
- RV 536 Konsert a-moll (2 oboer)
- RV 537 Konsert C-dur (2 trumpeter)
- RV 538 Konsert F-dur (2 horn)
- RV 539 Konsert F-dur (2 horn)
- RV 540 Konsert d-moll (viola d'amore, luta)
- RV 541 Konsert d-moll (violin, orgel)
- RV 542 Konsert F-dur (violin, orgel)
- RV 543 Konsert F-dur (violin, oboe) - närbesläktad med RV 139.
- RV 544 Konsert F-dur (violin, cello) - Il proteo o sia il mondo al rovescio, närbesläktad med RV 572.
- RV 545 Konsert G-dur (oboe, fagott)
- RV 546 Konsert A-dur (violin, violoncell all'Inglese) - närbesläktad med RV 780.
- RV 547 Konsert B-dur (violin, cello)
- RV 548 Konsert B-dur (violin, oboe)  - närbesläktad med RV 764.
- RV 766 Konsert c-moll (violin, orgel) - närbesläktad med RV 510.
- RV 767 Konsert F-dur (violin, orgel) - närbesläktad med RV 765.
- RV 774 Konsert C-dur (violin, orgel) - inkomplett.
- RV 775 Konsert F-dur (violin, orgel) - inkomplett. Närbesläktad med RV 285.
- RV 781 Konsert D-dur (2 trumpeter el. oboer) - närbesläktad med RV 563.
- RV 793 Konsert C dur (2 orglar) - ofullständigt bevarad.
- RV 808 Konsert C-dur (violin, orgel) - omnumrerad från Anh. 76.
- RV 812 Konsert g-moll (oboe, cello)
- RV 814 Konsert G-dur (violin, cello) - omnumrerad från Anh.. 87.

### Konserter för flera violiner
- RV 549 Konsert D-dur (4 violiner) - op. 3:1
- RV 550 Konsert e-moll (4 violiner) - op. 3:4
- RV 551 Konsert F-dur (3 violiner).
- RV 552 Konsert A-dur (4 violiner) - Concerto con violino principale et altro [=3!] violino per eco in lontano.
- RV 553 Konsert B-dur (4 violiner).

### Andra konserter för flera instrument
- RV 554 Konsert C-dur (violin, orgel/violin, oboe)
- RV 554a Konsert C-dur - samma som RV 554 med cello istället för oboe
- RV 555 Konsert C-dur (3 violiner, oboe, 2 flöjter, 2 viole all'Inglese, chalumeau, 2 violonceller, 2 cembali, 2 trumpeter) samt 2 trumpeter (i tredje satsen enbart)
- RV 556 Konsert C-dur (2 oboer, 2 trumpeter, 2 blockflöjter, 2 violiner, fagott) - Per la solennità di San Lorenzo
- RV 557 Konsert C-dur (2 violiner, 2 oboer eller fagotter samt 2 blockflöjter i sats 2)
- RV 558 Konsert C-dur (2 violiner "in tromba marina", 2 blockflöjter, 2 trumpeter, 2 mandoliner, 2 chalumeau, 2 teorber, cello) - con molto stromenti
- RV 559 Konsert C-dur (2 klarinetter, 2 oboer)
- RV 560 Konsert C-dur (2 klarinetter, 2 oboer)
- RV 561 Konsert C-dur (violin, 2 celli)
- RV 562 Konsert D-dur (violin, 2 oboer, 2 horn)
- RV 562a Konsert D-dur (violin, 2 oboer, 2 horn, pukor) - men en annan andrasats än i RV 562
- RV 563 Konsert D-dur (violin, 2 oboer) - omnumrerad till RV 781
- RV 564 Konsert D-dur (2 violiner, 2 celli)
- RV 564a Konsert D-dur (2 violiner, 2 oboer, fagott) - anonym bearbetning av RV 564.
- RV 565 Konsert d-moll (2 violiner, violoncell), op. 3:11. Bearbetad av Bach, BWV 596.
- RV 566 Konsert d-moll (2 violiner, 2 blockflöjter, 2 oboer, fagott)
- RV 567 Konsert F-dur (4 violiner, cello, - op. 3:7
- RV 568 Konsert F-dur (violin, 2 oboer, 2 horn, fagott)
- RV 569 Konsert F-dur (violin, 2 oboer, 2 horn, fagott, cello) - cello endast i tredje satsen
- RV 570 Konsert F-dur (flöjt, oboe, violin, fagott) - Tempesta di mare, närbesläktad med RV 98 och RV 433, violinsolo endast i första satsen
- RV 571 Konsert F-dur (violin, 2 oboer, 2 horn, cello, fagott) - närbesläktad med RV 99
- RV 572 Konsert F-dur (2 flöjter, 2 oboer, violin, cello, cembalo) - Il Proteo o sia il mondo al rovescio. Närbesläktad med RV 544.
- RV 573 Konsert F-dur (2 oboer, 2 horn, 2 fagotter) - förkommen
- RV 574 Konsert F-dur (violin, 2 "trombon da caccia" (valthorn), 2 oboer, fagott) - tillägnad Pisendel
- RV 575 Konsert G-dur (2 violiner, 2 celli)
- RV 576 Konsert g-moll (violin, oboe, 2 flöjter, 2 oboer, fagott) - tillägnad kurfursten av Sachsen.
- RV 577 Konsert g-moll (violin, 2 oboer, 2 flöjter, fagott) - för orkestern i Dresden (dvs Pisendels orkester).
- RV 578 Konsert g-moll (2 violiner, cello), - op. 3:2
- RV 578a Konsert g moll - originalversionen av op. 3:2
- RV 579 Konsert B-dur (violin, oboe, chalumeau, 3 viole all'Inglese) - Concerto funebre
- RV 580 Konsert h-moll (4 violiner, cello) -op. 3:10. Bearbetad av Bach, BWV 1065.
- RV 751 Konsert D-dur (2 flöjter, 2 violiner, 2 fagotter) - förkommen

### Violinkonserter med dubbel stråkorkester
- RV 581 Konsert C-dur - Per la S.S. Assontione di Maria Vergine. närbesläktad med RV 179
- RV 582 Konsert D-dur - Per la S.S. Assontione di Maria Vergine
- RV 583 Konsert B♭-dur - soloviolinen med Skordatura

### Konsert för flera instrument och dubbel stråkorkester
- RV 584 Konsert F-dur (2 violiner, 2 orglar, dubbel stråkorkester) - endast en sats
- RV 585 Konsert A-dur 4 violiner, 4 blockflöjter, 3 violonceller, orgel, dubbel stråkorkester)

## Vokalmusik

### Mässor och delar av mässor
- RV 586 Mässa C-dur - troligen ej autentisk, nytt nummer Anh. 112.
- RV 587 Kyrie g-moll (dubbelkörigt)
- RV 588 Gloria D-dur (inledes med RV 639/639a)
- RV 589 Gloria D-dur
- RV 590 Gloria D-dur (förkommet)
- RV 591 Credo e-moll
- RV 592 Credo G-dur (av tveksam äkthet)

### Psalmer m.m.
- RV 593 Domine ad adiuvandum me
- RV 594 Dixit Dominus D-dur
- RV 595 Dixit Dominus D-dur ("di Praga")
- RV 596 Confetibor tibi Domine
- RV 597 Beatus vir C-dur
- RV 598 Beatus vir B-dur
- RV 599 Beatus vir (förkommet)
- RV 600 Laudate pueri c-moll
- RV 601 Laudate pueri G-dur
- RV 602 Laudate pueri A-dur (dubbelkörigt')
- RV 602a Laudate pueri A-dur (variant av RV 602)
- RV 603 Laudate pueri A-dur. Bearbetniing av RV 602.
- RV 604  In exitu Israel
- RV 605 Credidi propter quod - ej autentiskt, nytt nummer RV Anh. 35b.
- RV 606 Laudate Dominum
- RV 607 Laetatus sum F-dur
- RV 608 Nisi Dominus g-moll
- RV 609 Lauda Jerusalem
- RV 610 Magnificat g-moll
- RV 610a Magnificat (dubbelkörig version av RV 610)
- RV 610b Magnificat (modifiering av RV 610)
- RV 611 Magnificat (senare omarbetning av RV 610)
- RV 789 Confetibor tibi Domine - äktheten ifrågasatt
- RV 795 Beatus vir (variant av  RV 597)
- RV 797 Magnificat - ej bevarat
- RV 803 Nisi Dominus A-dur
- RV 804 Salve regina e moll (förlorat)
- RV 807 Dixit Dominus D-dur
- RV 827 Laetatus sum C-dur

### Hymner, antifoner, m.m.
- RV 612 Deus tuorum militum (hymn)
- RV 613 Gaude Mater (hymn)
- RV 614 Laudate Dominum (offertorium?) -  troligen ej autentiskt, nytt nummer Anh. 114.
- RV 615 Regina coeli (ofullständigt bevarat)
- RV 616 Salve Regina c-moll
- RV 617 Salve Regina F-dur
- RV 618 Salve Regina g-moll
- RV 619 Salve Regina (förkommet)
- RV 620 Sanctorum meritis
- RV 621 Stabat Mater
- RV 622 Te Deum (förkommet)
- RV 748 Aria per la communione (aria för sopran, förlorad)

### Motetter
- RV 623 Canta in prato (sopran)- skall inte förväxlas med RV 636
- RV 624 Carae rosae, respirate  (sopran) - ofullständigt bevarad, 2:a violin- och violastämmorna saknas
- RV 625 Clarae stellae (alt)
- RV 626 In furore giustissimae irae (sopran)
- RV 627 In turbato mare (sopran)
- RV 628 Invicti, bellate (ofullständigt bevarad, men rekonstruerad och inspelad av Academia Montis Regalis).
- RV 629 Longe mala umbrae terrores (alt) - inte att förväxlas med RV 640, som är en liknande motett med samma text, men för ett annat ändamål.
- RV 630 Nulla in mundo pax (sopran)
- RV 631 O qui coeli terraque (sopran)
- RV 632 Sum in medio tempestatum (sopran)
- RV 633 Vestro Principi divino (alt)
- RV 634 Vos aurae per montes (sopran)
- RV 811 Vos invito, barbare faces

### 'Introduzione'
- RV 635 Introduzione al Dixit (RV 595) Ascende laeta
- RV 636 Introduzione al Dixit (RV 594?) Canta in prato - inte att förväxlas med RV 623.
- RV 637 Introduzione ad un Gloria Cur sagittas - Det verk som skulle följa denna introduktion är med stor sannolikhet ett Gloria i B-dur som är förkommet.
- RV 638 Introduzione al Miserere Filiae maestae - det Miserere verket är avsett för finns uppenbarligen inte bevarat
- RV 639 Introduzione al Gloria (RV 588) Jubilate o amoeni - Introduktionsmotett som har tre satser infogade i Gloria (RV 588).
- RV 638a Introduzione al Gloria (RV 588) Jubilate o amoeni - version för sopran
- RV 640 Introduzione al Gloria (RV 589) Longe mala umbrae terrores
- RV 641 Introduzione al Miserere Non in pratis - det Miserere verket är avsett för finns uppenbarligen inte bevarat
- RV 642 Introduzione al Gloria (RV 589) Ostro picta

### Oratorier
- RV 643 Moyses Deus Pharaonis (förkommet)
- RV 644 Juditha triumphans
- RV 645 L'adorazione delli tre re magi al bambino Gesù, RV 645 (förkommet)
- RV 782 La vittoria navale predetta dal S Pontefice Pio V Ghisilieri (förkommet)

### Diverse sakrala verk
- RV 646 Ad corda reclina ('Concertus Italicus') - troligen ej autentiskt, nytt nummer Anh. 59:19.
- RV 647 Eja voces plausum date ('Aria de Sanctis) - troligen ej autentiskt, nytt nummer Anh. 59:23.
- RV 648 Ihr Himmel nun ('Concertus Italicus') - troligen ej autentiskt, nytt nummer Anh. 59:15.

### Solokantater för sopran
- RV 649 All'ombra d'un bel faggio
- RV 650 All'or che lo sguardo
- RV 651 Amor, hai vinto
- RV 652 Aure, voi più non siete
- RV 653 Del suo natio rigore
- RV 654 Elvira, Elvira, anima mia
- RV 655 Era la notte
- RV 656 Fonti di pianto, piangete
- RV 657 Geme l'onda che parte
- RV 658 "Il povero mio core
- RV 659 Indarno cerca la tortorella
- RV 660 La farfalletta s'aggira
- RV 661 Nel partir da te, mio caro
- RV 662 Par che tardo
- RV 663 Scherza di fronda
- RV 664 Seben vivono senz'alma
- RV 665 Sì levi dal pensier
- RV 666 Sì, sì, luci adorate
- RV 667 Sorge vermiglia in ciel
- RV 668 T'intendo, sì, mio cor
- RV 669 Tra l'erbe i zeffiri
- RV 747 Candida Lylia (förlorad)
- RV 753 Prendea con man di latte - troligen ej autentisk, nytt nummer Anh. 94.
- RV 796 Usignoletto bello
- RV 799 Tremori al braccio e lagrime sul ciglio

### Solokantater för alt
- RV 670 Alla caccia, alla caccia
- RV 671 Care selve, amici prati
- RV 672 Filli di gioia - äktheten ifrågasatt
- RV 673 Ingrata Lidia, hai vinto - äktheten ifrågasatt
- RV 674 Perfidissimo cor
- RV 675 Piango, gemo, sospiro - äktheten ifrågasatt
- RV 676 Pianti, sospiri
- RV 677 Qual per ignoto

### Kantater för sopran med instrument
- RV 678 All'ombra di sospetto (flöjt)
- RV 679 Che giova it sospirar (2 violiner, viola)
- RV 680 Lungi dal vago (violin)
- RV 681 Perche son molli (2 violiner soli, 2 violiner)
- RV 682 Vengo à voi, luci adorate (2 violiner, viola)

### Kantater för alt med instrument
- RV 683 Amor, hai vinto (2 violiner, viola)
- RV 684 Cessate, omai cessate (2 violiner, viola)
- RV 684a  Cessate, omai cessate (2 violiner, viola)
- RV 685 O mie porpore più belle (2 violiner, viola), (tillägnad Monsignor da Bagni, biskop i Mantua).
- RV 686 Qual in pioggia dorata (2 horn, 2 violiner, viola), (tillägnad Filip av Hessen-Darmstadt, guvernör i Mantua).

### Serenader m.m.
- RV 687 Dall'eccelsa mia reggia även kallad "Gloria e Himeneo". Inledningsnumret närbesläktat med RV 538.
- RV 688 Le gare del dovere (5 st, förlorad) (till Francesco Querini, borgmästare (podestà) i Rovigo).
- RV 689 Le gare della giustizia e della pace (förlorad)
- RV 690 Mio cor, povero cor (3 st)
- RV 691 Il Mopso ('Egloga Pescatoria', 5 st, förlorad)
- RV 692 Queste, Eurilla gentil (4 st) (födelsedag Filip av Hessen-Darmstadt, guvernör i Mantua).
- RV 693 La Sena festeggiante (3 st)
- RV 694 L'unione della pace e di Marte (3 st, förlorad) (till födelsen av tvillingprinsessorna Mme de France och Mme de Navarre).

## Operor
- RV 695 Adelaide (1735), förlorad
- RV 696 Alvilda, regina de' Goti (1731), förlorad. Äktheten ifrågasatt, nytt nummer Anh. 88.
- RV 697 Argippo (1730)
- RV 698 Aristide (1735), förlorad. Äktheten ifrågasatt, nytt nummer Anh. 89.
- RV 699 Armida al campo d'Egitto (1718). Akt 2 förlorad.
- RV 700 Arsilda, regina di Ponto (1715)
- RV 701 Artabano, rè de' Parti (1718), modifikation av RV 706, förlorad. Nya nummer RV 706B, C, D.
- RV 702 L'Atenaide (1729)
- RV 703 Bajazet (Tamerlano) (1735). Pastischopera med delar av musiken hämtade från andra tonsättares verk.
- RV 704 La Candace o siano li veri amici (1720), musiken endast delvis bevarad.
- RV 705 Catone in Utica (1737) , akt 1 förlorad
- RV 706 La constanza trionfate degl'amori e de gl'odii (1716), musiken endast delvis bevarad
- RV 707 Cunegonda (1726), förlorad
- RV 708 Doriclea (1732), modifikation av RV 706, förlorad. Nytt nummer RV 706E.
- RV 709 Dorilla in Tempe (1726). Delvis en pastischopera.
- RV 710 Ercole sul Termodonte (1723), ej fullständigt bevarad
- RV 711 Farnace (1727)
- RV 712 La fede tradita e vendicata (1726), musiken endast delvis bevarad.
- RV 713 Feraspe (1739), förlorad
- RV 714 La fida ninfa (1732)
- RV 715 Filippo, re di Macedonia (1721), förlorad
- RV 716 Ginerva, principessa di Scozia (1736), förlorad
- RV 717 Giustino (1724)
- RV 718 Griselda(1735)
- RV 719 L'incoronazione di Dario (1716)
- RV 720 Gli inganni per vendetta (1720), modifikation av RV 699, förlorad. Nytt nummer RV 699c.
- RV 721 L'inganno trionfate in amore (1725), endast delar av musiken bevarad.
- RV 722 Ipermestra (1727), endast delar av musiken bevarad.
- RV 723 Motezuma (1733), tidigare ansedd förlorad, men en stor del återfanns år 2000.
- RV 724 Nerone fatto Cesare (1715), pasticcio, förlorad
- RV 725 L'Olimpiade(1734)
- RV 726 L'oracolo in Messenia (1738), endast delar av musiken bevarad
- RV 727 Orlando finto pazzo (1714), endast delar av musiken bevarad
- RV 728 Orlando furioso (1727), endast delar av musiken bevarad. En tidigare version från 1714 återfanns år 2012 (RV 819).
- RV 729 Ottone in villa (1713)
- RV 730 Rosilena ed Oronta (1728), förlorad
- RV 731 Rosmira (1738), endast delar av musiken bevarad
- RV 732 Scanderbeg (1718), endast delar av musiken bevarad
- RV 733 Semiramide (1732), endast delar av musiken bevarad
- RV 734 La Silvia (1721), endast delar av musiken bevarad
- RV 735 Siroe, rè di Persia (1727), endast delar av musiken bevarad
- RV 736 Teuzzone (1719). pastischopera
- RV 737 Tieteberga (1717), endast delar av musiken bevarad
- RV 738 Tito Manlio (1719), en senare version från 1720 (RV Anh. 56) är förlorad.
- RV 739 La verità in cimento (1720), endast delar av musiken bevarad
- RV 740 La virtù trionfate dell'amore e dell'odio ovvero il Tigrane (1724), endast andra akten är av Vivaldi och endast delar av musiken finns bevarad.
- RV 749 diverse oidentifierade operaarior
- RV 777 Il giorno felice (1737), ej autentisk. Nytt nummer Anh. 92.
- RV 778 Tito Manlio (1720)
- RV 819 Orlando furioso (1714), nyupptäckt urversion av RV 728
- RV Anh. 55 La tirannia castigata (1726), pastischopera med arior av Vivaldi. Samtliga(?) dock hämtade från andra vivaldioperor.
- RV Anh. 58 Il vinto trionfante del vincitore (1724), pastischopera som eventuellt innehåller en del musik av Vivaldi.
- RV Anh. 91 Ginevra, principesssa di Scozia, pastischopera. Autentisk(?).

Ett stort antal andra pastischoperor innehåller musik av Vivaldi, men i samtliga(?) fall torde all musik härstamma från andra vivaldiverk.

## Oäkta och tvivelaktiga verk
Ett stort antal verk av mer eller mindre tvivelaktig autenticitet har i olika källor tillskrivits Vivaldi. Ett fåtal av dessa har omnämnts i förteckningen ovan, för detaljer om de övriga hänvisas till Ryoms verkförteckning nedan.